# Белка (Сумская область)
Бе́лка (укр. Білка) — село,
Белковский сельский совет,
Тростянецкий район,
Сумская область,
Украина.
Код КОАТУУ — 5925080401. Население по переписи 2001 года составляло 1610 человек. Население по данным 2024 года составляло 1199 человек.
Является административным центром Белковского сельского совета, в который, кроме того, входят сёла
Вишневое,
Грузское,
Никитовка,
Новоселовка,
Алексино и
Хвощевая.

## Географическое положение
Село Белка находится на правом берегу реки Боромля,
выше по течению примыкает село Никитовка,
ниже по течению на расстоянии в 3 км расположен город Тростянец (Сумская область),
на противоположном берегу — село Алексино.
По селу протекает ручей с запрудой.

## Экономика
- Свинотоварная ферма.